# 尤维纳利斯
尤维纳利斯（拉丁語：Decimus Iunius Iuvenalis，英语常记为 Juvenal），又作玉外纳，生活于1-2世纪的古罗马诗人，作品常讽刺罗马社会的腐化和人类的愚蠢。名言有「监管之人谁监管？」、「麵包和馬戲」。

## 生平
尤维纳利斯生于阿奎那。生活俭朴，精习修辞，四五十岁才开始写诗，自称“忿怒促使我写诗”。留下诗篇十六首，长短百余行至六百余行不等，用六步诗行的诗格。诗中揭露罗马帝国的暴政，抨击贵族和富人的道德败坏，其程度超过同时代的讽刺诗人。据说因触犯皇帝，八十高龄时被流放到埃及致死。

## 尤維納利斯式諷刺
尤維納利斯式諷刺指文學作品中對同時代的人和事進行的挖苦和譏諷。其中充滿猛烈的人身攻擊、強烈的道德憤慨以及悲觀失望情緒。尤維納利斯式諷刺源自羅馬諷刺詩人尤維納利斯，他在1世紀時卓越而現實主義地譴責了羅馬社會（特別是那些有錢有勢的貴人）以及不安全而又危險的城市生活。薩繆爾·詹森的《倫敦》一詩系仿尤維納利斯式的第三首諷刺詩。他的《人的心願的虛榮》希仿後者的第十首。《格利佛遊記》（1726）使斯威夫特享有尤維納利斯式諷刺大師的聲譽。

## 版本

### 校勘版
比较重要的校勘版有：
- 温德尔·弗农·克劳森，“A·佩尔修斯·弗拉库斯，D·伊夫尼·伊夫纳利斯·萨特夫雷，牛津古典文本，1992
- 詹姆斯·A·威利斯，D·朱维纳尔·萨图拉，托伊布纳，1997

## 外部連結
- Latin text of The Satires of Juvenal （页面存档备份，存于） at The Latin Library
- English translations of all 16 satires （页面存档备份，存于） at the Tertullian Project.  Together with a survey of the manuscript transmission.
- Works by Juvenal at Perseus Digital Library （页面存档备份，存于）
- English translations of Satires 1, 2, 3, 6, 8 and 9
- Juvenal's first 3 "Satires" in English （页面存档备份，存于）
- SORGLL:  Juvenal, Satire I.1–30, read by Mark Miner
- Lessons From Juvenal （页面存档备份，存于）
- 互联网档案馆中尤维纳利斯的作品或与之相关的作品
- 來自尤维纳利斯的LibriVox公共領域有聲讀物
- Juvenal and Persius, G. G. Ramsay (ed.), Loeb, London: William Heinemann, New York: G. P. Putnam's sons, 1928.